# Giurgița
Giurgița est une commune roumaine située dans le județ de Dolj.